# Xã Liberty, Quận Fulton, Indiana
Xã Liberty (tiếng Anh: Liberty Township) là một xã thuộc quận Fulton, tiểu bang Indiana, Hoa Kỳ. Năm 2010, dân số của xã này là 1.614 người.